# Стрептокарпус
Стрептока́рпус (лат. Streptocarpus) — род красивоцветущих травянистых розеточных растений семейства Геснериевые.
Один куст взрослого стрептокарпуса может нести около сотни цветков одновременно. Семенные коробочки при созревании скручиваются. Отсюда название (по-гречески streptos — «скрученный», karpos — «плод»).
Очень важная особенность этого рода - онтогенез листьев. У большей части видов стрептокарпуса есть только один низовой темновой лист, развивающийся из одной из семядолей семени. При этом вторая семядоля дегенерирует. Следовательно, из себя стрептокарпус представляет один удлиненный низовой темновой лист, развивающийся из семядоли, и цветоносный побег. Верховые листья в ходе развития не появляются.
Растения родом с Мадагаскара и из Южной Африки. Там, в тропических и субтропических лесах, на склонах гор на определённой высоте над уровнем моря, где не бывает очень высокой температуры, произрастают более 100 природных видов стрептокарпусов. Стрептокарпусы чаще литофиты, реже — эпифиты. Условно стрептокарпусы можно разделить на ксерофитные виды и лесные, в зависимости от среды обитания.
Сейчас выведено больше тысячи гибридов этих растений.

## Виды
По информации базы данных The Plant List, род включает 134 вида. Некоторые из них:
- Streptocarpus caulescens
- Streptocarpus dunnii
- Streptocarpus parviflorus
- Streptocarpus rexii
- Streptocarpus saxorum
- Streptocarpus wendlandii